# Сара Кларк
Сара Кларк (англ. Sarah Clarke; нар.. 16 лютого 1972, Сент-Луїс, Міссурі, США) — американська акторка, найбільш відома за роллю Ніни Маєрс у серіалі Fox «24 години» (2001—2004). Роль принесла їй премію «Супутник» у 2003 році. Також відома завдяки ролі матері головної героїні в серії фільмів «Сутінки». З 2015 року вона знімається в серіалі Amazon «Босх».

## Життєпис
Народилася 16 лютого 1972 року в Сент-Луїсі, у сім'ї Ернеста та Кароліни Кларк. 
Навчалася у приватній школі Джона Берроуза. Закінчила Індіанський університет, де вивчала образотворче мистецтво та італійську мову. Вивчала акторську майстерність у театральній школі «Коло на площі»
Акторську кар'єру розпочала з появи в рекламі «Volkswagen». У 2000 році дебютувала у кіно, зфільмувалася у короткометражному фільмі «Па-де-де», за що була відзначенна на кінофестивалі в Брукліні.

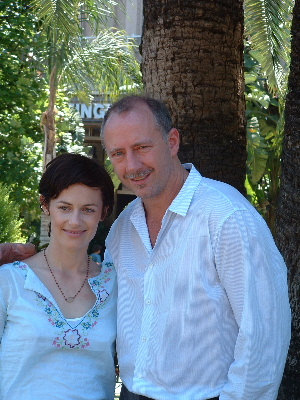
Сара Кларк з чоловіком Ксандером Берклі. 2003 рік

## Особисте життя
Під час фільмування телесеріалу «24 години» почала зустрічатися з актором Ксандером Берклі. У вересні 2002 року вони побралися. Подружжя має двох доньок: Олвін Гарпер (нар. 23 вересня 2006) та Роуен (нар. 30 березня 2010).

## Вибрана фільмографія
| Рік       |   | Українська назва                    | Оригінальна назва                          | Роль                      |
| --------- | - | ----------------------------------- | ------------------------------------------ | ------------------------- |
| 2000      | с | Секс і Місто                        | Sex and the City                           | Мелінда Петерс            |
| 2001—2004 | с | 24                                  | 24                                         | Ніна Майерс               |
| 2001      | с | Ед                                  | Ed                                         | Кара Парсонс              |
| 2003      | с | Карен Сіско                         | Karen Sisco                                | Барбара Сіммонс           |
| 2003      | ф | Тринадцять                          | Thirteen                                   | Бірді                     |
| 2004—2012 | с | Гаус                                | House, M.D.                                | Карлі Форлано             |
| 2005      | с | Лас-Вегас                           | Las Vegas                                  | Олівія Дюше               |
| 2007      | с | Життя                               | Life                                       | Мері Енн Фармер           |
| 2008      | ф | Сутінки                             | Twilight                                   | Рене Двайер               |
| 2009      | с | Довірся мені                        | Trust Me                                   | Ерін Макґвайр             |
| 2009      | ф | Жінки в біді                        | Women in Trouble                           | Максін Макферсон          |
| 2009—2011 | с | Чоловіки середнього віку            | Men of a Certain Age                       | Дорі                      |
| 2010      | ф | Затемнення                          | The Twilight Saga: Eclipse                 | Рене Двайер               |
| 2010—2013 | с | Нікіта                              | Nikita                                     | Катя Удінова              |
| 2011      | ф | Сутінки Сага: Світанок — Частина 1  | The Twilight Saga: Breaking Dawn - Part 1  | Рене Двайер               |
| 2012      | ф | Сутінки Сага: Світанок — Частина 2  | The Twilight Saga: Breaking Dawn - Part 2  | Рене Двайер               |
| 2013—2014 | с | Люди майбутнього                    | The Tomorrow People                        | Марла Джеймсон            |
| 2014      | ф | Сигнал                              | The Signal                                 | Assistant                 |
| 2013—2017 | с | Босх                                | Bosch                                      | Елеанор Віш               |
| 2016      | с | NCIS: Полювання на вбивць           | NCIS: Naval Criminal Investigative Service | Тесс Монро, агентка ФБР   |
| 2017      | ф | Постріл                             | Shot                                       | доктор Фішер              |
| 2017      | с | Закон і порядок: Спеціальний корпус | Law & Order: Special Victims Unit          | Синтія Гендрікс           |
| 2017      | ф | Дивлячись на сонце                  | Staring at the Sun                         | Доллі Александер          |
| 2018      | ф | Маестро                             | The Maestro                                | Клара Кастельново-Тедеско |
| 2018      | ф | Американські домашні тварини        | American Pets                              | Барбара                   |

## Відеоігри
| Рік  | Гра          | Роль                    |
| ---- | ------------ | ----------------------- |
| 2006 | 24: The Game | Ніна Майерс (озвучення) |

## Премії та номінації
| Рік  | Премія                       | Номінація                                                 | Фільм       | Результат |
| ---- | ---------------------------- | --------------------------------------------------------- | ----------- | --------- |
| 2003 | Премія «Супутник»            | Найкраща жіноча роль другого плану в драматичному серіалі | «24 години» | Перемога  |
| 2003 | Премія «Гільдії кіноакторів» | Найкращий акторський склад у драматичному серіалі         | «24 години» | Номінація |